# Bibliographie en anglais sur le kinétoscope
La bibliographie en anglais sur le kinétoscope regroupe les ouvrages consacré à l'invention de Thomas Edison. 
| - (en) Thomas Alva Edison, Kinetographic Camera, Orange, Mannoni et al., 31 juillet 1891 - (en) Thomas Alva Edison, Apparatus for Exhibiting Photographs of Moving Objects, Orange, Mannoni et al., 31 juillet 1891 - (en) Charles Kelley Jeness, The Charities of San Francisco : A Directory of the Benevolent and Correctional Agencies, San Francisco, Book Room Print/Stanford University, 1894 - (it) Guida practica per l'uso … del kinetoscopio Edison, Milan, Mannoni et al., 1895-1896 - (en) Hugo Münsterberg, The Film : A Psychological Study, New York, Dover, 1916 (réimpr. 2004)0-4864-3386-2 - (en) Terry Ramsaye, A Million and one nights : a history of the motion picture through 1925, New York, Touchstone, 1926 (réimpr. 1986), 868 p. (ISBN 0-671-62404-0) - (en) Gordon Hendricks, The Edison Motion Picture Myth, Berkeley et Los Angeles, University of California Press, 1961 (réimpr. 1972) (ISBN 0-405-03919-0) - (en) Gordon Hendricks, The Kinetoscope : America's First Commercially Successful Motion Picture Exhibitor, New York, Theodore Gaus' Sons, 1966 (réimpr. 1972) (ISBN 0-405-03919-0) - (en) Richard Griffith et Stanley William Reed, Motion Pictures, Londres, Encyclopædia Britannica, novembre 1971, 558 p. (ISBN 0-85229-151-5) - (en) H Mark Gosser, Selected Attempts at Stereoscopic Moving Pictures and Their Relationship to the Motion Pictures Technology 1852-1903, New York, Ayer co pub, septembre 1977, 340 p. (ISBN 0-405-09890-1) - (en) Stanley Appelbaum, Chicago Worlds Fair of 1893 : A Photographic Record, New York, Dover, 24 novembre 1980, 116 p. (ISBN 0-486-23990-X, lire en ligne) - (en) Douglas Gomery, The Coming of Sound : Technological Change in the American Film Industry — tiré de Technology and Culture - The Film Reader, Oxford et New York, Andrew Utterson, 1985, 53 à 57 (ISBN 0-415-31984-6) - (en) Charles Müsser, The Emergence of Cinema : The American Screen to 190, Berkeley, Los Angeles et Londres, University of California Press, 1990 (réimpr. 1994), 613 p. (ISBN 0-520-08533-7, lire en ligne) - (en) André Millard, Edison and the Business of Innovation, Baltimore, Johns Hopkins University Press, 1990 (ISBN 0-8018-3306-X) - (en) Tom Cunning, D. W. Griffith and the Origins of American Narrative Film : The Early Years at Biograph., Urbana et Chicago, University of Illinois Press, 1991 (réimpr. 1994), 316 p. (ISBN 0-252-06366-X, lire en ligne) - (en) Barry Salt, Film Style and Technology : History and Analysis, Londres, StarWord, 1992, 407 p. (ISBN 0-9509066-0-3) - (en) Marta Braun, Picturing Time : The Work of Etienne-Jules Marey, Chicago, University of Chicago Press, 1er novembre 1994, 472 p. (ISBN 0-226-07173-1) - (en) Neil Baldwin, Edison : Inventing the Century, Chicago, University of Chicago Press, 2 juillet 1995 (réimpr. 2001), 542 p. (ISBN 0-226-03571-9, lire en ligne) - (en) Laurent Mannoni, Donata Pesenti Campagnoni, et David Robinson, Light and Movement : Incunabula of the Motion Picture, Londres, BFI Publishing / Le Giornate Del Cinema Muto / Cinémathèque française / Musée du Cinéma (ISBN 978-88-86155-05-2 et 88-86155-05-0) - (en) David Robinson, Carmencita description — tiré de Light and Movement, New York, Manoni and all, 1996 (ISBN 88-86155-05-0) - (en) Richard W. Burns, Television : an international history of the formative years, Londres, Institution of Electrical Engineers, 31 octobre 1997, 661 p. (ISBN 0-85296-914-7) - (en) David Robinson, From Peepshow to Palace : The Birth of American Film, New York et Chichester (West Sussex), Columbia University Press, 1997, 213 p. (ISBN 0-231-10338-7) - (en) Allan Karcher, New Jersey's Multiple Municipal Madness, New Brunswick, New Jersey, et Londres, Rutgers University Press, 31 janvier 1998, 320 p. (ISBN 0-8135-2565-9) - (en) Deac Rossell, Living Pictures : The Origins of the Movies, Albanie (USA), State University of New York Press, 1998, 188 p. (ISBN 0-7914-3767-1, lire en ligne) - (en) Vanessa R. Schwartz, Spectacular realities : early mass culture in fin-de-siècle Paris, Paris, Los Angeles et Londres, University of California Press, 1998 (réimpr. 1999), 230 p. (ISBN 0-520-22168-0, lire en ligne) - (en) William K.L. Dickson, Edison's Kinematograph Experiments — tiré de A History of Early Film —, Londres et New York, Routledge, 1er décembre 1999, 1800 p. (ISBN 0-415-21152-2) - (en) Paul C. Spehr, Unaltered to Date: Developing 35mm Film — tiré de Moving Images: From Edison to the Webcam, Sydney, John Fullerton and Astrid Söderbergh Widding &mdash John Libbey & Co., 2000, 201 p. (ISBN 1-86462-054-4) - (en) Patrick Robertson, Film Facts, New York, Billboards Books, 2001, 256 p. (ISBN 0-8230-7943-0) - (en) Charles Musser, Introducing Cinema to the American Public: The Vitascope in the United States, 1896–7 — tiré de Moviegoing in America: A Sourcebook in the History of Film Exhibition, Maiden, Massachusetts et Oxford, Blackwell, 2002, 351 p. (ISBN 0-631-22591-9) - (en) Rick Altman, Silent Film Sound, Washington, Columbia University Press, 8 décembre 2004, 528 p. (ISBN 0-231-11662-4) - (en) Lee Grieveson et Peter Krämer, The Silent Cinema Reader, Londres et New York, Routledge, 27 novembre 2004, 400 p. (ISBN 0-415-25283-0) - (en) Charles Musser, At the Beginning : Motion Picture Production, Representation and Ideology at the Edison and Lumière Companies, Londres, Grieveson and Krämer, 2004 - (en) Andrew J. Rausch, Turning Points in Film History, New York, Citadel Press, 2004, 261 p. (ISBN 0-8065-2592-4) - (en) Stephen Van Dulken, American Inventions : A History of Curious, Extraordiary, and Just Plain Useful Patents, New York, New York University Press, 2004, 241 p. (ISBN 0-8147-8813-0) - (en) Gary S. Cooper et John K. Walton, The Playful Crowd : Pleasure Places in the Twentieth Century, New York, Columbia University Press, 16 septembre 2005, 352 p. (ISBN 0-231-12724-3) - (en) Douglas Gomery, The Coming of Sound : A History, New York et Oxon, Routledge, 1er janvier 2005, 216 p. (ISBN 0-415-96900-X, lire en ligne) |